# Fatti di Empoli
Con i fatti di Empoli ci si riferisce ad una strage compiuta il 1º marzo 1921, quando due camion diretti da Pisa a Firenze, con a bordo 64 marinai in borghese destinati a sostituire i ferrovieri scesi in sciopero per l'assassinio di Spartaco Lavagnini, vennero assaliti a Empoli dalla popolazione convinta di trovarsi di fronte a una spedizione punitiva fascista. Vennero uccisi 6 marinai e 3 carabinieri, e in serata la città venne occupata militarmente con i bersaglieri che effettuarono centinaia di arresti e i fascisti che incendiarono la Camera del Lavoro.

## Gli antefatti
Nei primi anni venti il medio Valdarno e la Valdelsa videro la nascita di un forte partito comunista, in seguito alla scissione di Livorno dal Partito Socialista Italiano del 21 gennaio del 1921.
L'empolese Abdon Maltagliati, segretario della Camera del Lavoro di Empoli, guidava i militanti socialisti locali che formarono la Guardia Rossa, una formazione di difesa proletaria sorta per contrastare le squadre dei Fasci Italiani di Combattimento. Alle amministrative dell'ottobre 1920 i socialisti locali conquistarono tutti i Comuni della zona con maggioranze nette.
Nel febbraio 1921 Spartaco Lavagnini, sindacalista empolese, uscì dal Partito Socialista Italiano fondando la sezione locale del Partito Comunista d'Italia, a cui aderirono intere sezioni del suo vecchio partito, in particolare i giovani, le Guardie Rosse di Maltagliati ed un gran numero di sindacalisti.
Ad Empoli, ed in generale in tutta la penisola, i comunisti avevano costituito formazioni di autodifesa, come le Guardie Rosse, per contrastare le nascenti Squadre di Azione.
Nell'empolese gli squadristi non erano mai intervenuti se non con scaramucce, in quanto fino ad allora in inferiorità numerica, come evidenziò anche l'episodio di Montespertoli. Nei paesi attorno all'Empolese gli interventi degli squadristi erano continui e si supponeva che si sarebbe sferrato prima o poi anche l'assalto alla roccaforte rossa.

### L'assalto anarchico in piazza Antinori
Il 27 febbraio 1921 in piazza Antinori a Firenze si verificò un assalto compiuto da anarchici contro un corteo di Fasci d'Avanguardia che si stavano recando ad una manifestazione patriottica.
Il lancio di una bomba nel corteo provocò due morti, il carabiniere Antonio Petrucci e lo studente Carlo Menabuoni (morirà in ospedale il 14 marzo), e circa venti feriti, di cui alcuni gravi. I giornali locali e le forze dell'ordine dell'epoca non ebbero dubbi sulla matrice anarchica del gesto. Dopo l'esplosione della bomba, la gente incominciò a fuggire spaventata e in quei momenti di concitazione un carabiniere uccise Gino Mugnai, un passante che, portando al bavero un distintivo socialista, secondo alcune versioni aveva compiuto un gesto di disprezzo nei confronti del carabiniere in fin di vita che stava in quel momento venendo portato via.

### Le barricate di Firenze
Nella stessa giornata Spartaco Lavagnini, direttore del giornale comunista "L'azione comunista", fu assassinato da fascisti 'ignoti' mentre stava lavorando nella redazione, che aveva sede presso il sindacato ferrovieri.
Il 28 febbraio fu indetto uno sciopero generale per ricordare Spartaco Lavagnini e Gino Mugnai, nell'occasione furono erette barricate in tutta la città ed in particolare nel quartiere operaio di San Frediano. La sera stessa lo squadrista Giovanni Berta, sorpreso isolato nei pressi del ponte Sospeso, con all'occhiello della giacca la spilla dei Fasci Italiani di Combattimento fu aggredito da militanti comunisti e, dopo essere stato picchiato, fu gettato al di là del parapetto del ponte e morì affogato nell'Arno. Secondo altre fonti insieme ad altri squadristi stava invece cercando di forzare un blocco predisposto dai comunisti.
Quasi contemporaneamente a Certaldo una sparatoria tra carabinieri e anarchici provoca due vittime, il carabiniere Gavino Pinna e l'anarchico Ferruccio Scarselli.
Le forze dell'ordine, supportate in molti casi dagli squadristi, riuscirono ad avere ragione dei rivoltosi il 1º marzo, con la rimozione delle barricate e l'occupazione da parte degli squadristi della sede della Federazione Operaia dei Metallurgi.

## L'eccidio di Empoli
Il 1º marzo 1921, Onorato Damen, segretario della Camera del Lavoro di Pistoia, e Abdon Maltagliati, segretario della Camera del Lavoro di Empoli, erano a Livorno dove partecipavano alle fasi conclusive del Congresso della CGL. Durante tale occasione, alla vista di due camionette di carabinieri lungo la strada che trasportavano dei giovani (tale fatto spesso significava Squadre di Azione in movimento) il Maltagliati stesso, venuto a conoscenza che Empoli era la destinazione e fraintendendone le intenzioni, fa circolare la voce di un imminente assalto credendole far parte di un ipotetico corpo di spedizione fascista; la notizia fatta circolare afferma che un gran numero di squadristi (si trattava in realtà solo di quel gruppo di marinai di Livorno, scortati da carabinieri ai quali era stato ordinato di recarsi a Firenze per riavviare i treni), avrebbero assalito Empoli. Giunta telefonicamente ad Empoli la notizia dell'avvicinarsi della spedizione i militari e i carabinieri della città si chiusero all'interno della caserma, per proteggere le loro famiglie, senza intervenire, mentre circa 4-500 empolesi, sostenuti dalla Guardia Rossa, tesero un agguato al convoglio e lo assalirono con armi da fuoco nei pressi di via Chiarugi.
Le due camionette furono investite dal fuoco: la prima contò due morti, ma riuscì a manovrare e ad allontanarsi, mentre la seconda sbandò e i militari, rimasti bloccati, furono linciati dalla folla uno ad uno. Un carabiniere riuscì ad allontanarsi verso le campagne, dopo aver vanamente chiesto aiuto a dei contadini, fu raggiunto e ucciso a bastonate. Il corpo fu poi gettato nel fiume che scorreva poco distante.
(Racconto di uno dei marinai feriti)

### I caduti di Empoli
Il numero finale fu di 9 morti, sei marinai e tre carabinieri, e 9 feriti.

#### Marinai
- Enrico Rottin
- Alberto Incarbone
- Salvatore Lo Pinto
- Salvatore Santaniello
- Antonio Sergianni
- Carlo Alberto Tulli

#### Carabinieri
- Francesco Cinus
- Salvatore Masu
- Giovanni Pinna

## Gli squadristi occupano Empoli

La riconquista fascista di Empoli 19 marzo 1921

Al termine degli scontri di Firenze, informati della strage di Empoli, gli squadristi organizzarono una spedizione verso il paese.
Le autorità inviarono compagnie dell'esercito per evitare le rappresaglie delle squadre d'azione ad Empoli, che vennero infatti fermate più volte dai bersaglieri ma che riuscirono infine ad arrivare.
All'ospedale trovarono i resti dei nove morti, alcuni dei quali orrendamente mutilati e sfregiati.
Vennero perciò bruciate la camera del lavoro, i circoli e le leghe rosse, ma non venne trovata alcuna traccia delle centinaia di persone che, poche ore prima, avevano commesso la strage e le sevizie ai militari disarmati. Corse voce che alcuni dei responsabili fossero fuggiti a Fucecchio, uno dei camion si diresse al paese, ma ottenne il solo risultato di veder uccidere uno dei suoi componenti (Mariani), per mano di un cecchino.
A Montelupo Fiorentino in conseguenza ai fatti di Empoli il 2 marzo 1921 vi fu una sommossa per la quale 67 persone furono accusate di aver smontato le rotaie della ferrovia Firenze-Pisa, di aver alzato barricate, danneggiato la linea telegrafica e sparato contro i convogli nell'intento di non par transitare i rinforzi provenienti da Firenze.

## Risvolti parlamentari
Durante gli interventi parlamentari riguardanti i fatti di Firenze ed Empoli, nessun deputato socialista parlò o tentò di difendere i propri rappresentati empolesi, mentre soltanto il deputato nazionalista di Siena pronunciò un'accorata arringa.

## Il processo
Nel 1924 fu svolto un processo in cui furono imputate ben 132 persone per l'omicidio dei nove militari sorpresi a Empoli e ben 92 furono condannate. Molte di queste furono estradate dalla Repubblica di San Marino, ove erano scappate in cerca di asilo.